# Neuraeschna producta
Neuraeschna producta là loài chuồn chuồn trong họ Aeshnidae. Loài này được Kimmins mô tả khoa học đầu tiên năm 1935.